# Jean de Lugio
Jean de Lugio est, vers 1230-1240, le principal penseur du catharisme, au sein de l'école du dualisme absolu (qui se distingue du dualisme mitigé de la communauté de Concorezzo).

## Biographie: uncathare
Jean de Lugio est né à Bergame, en Italie. C'est le fils majeur de l'évêque de Desenzano. Il fut évêque de sa communauté cathare de Desenzano vers 1250.
Il a écrit un gros traité, perdu, dont Raynier Sacconi a laissé une brève analyse, et un ensemble de 7 petits traités, le tout groupé sous le titre : Livre des deux principes, qui est conservé, en latin (Liber de duobus principiis).

## Pensée: ledualismeabsolu
Selon Jean de Luigio, deux principes règnent dans l'univers, ils sont tous les deux éternels, mais ils sont inégaux. L'un est le Bien, Dieu, l'autre est le Mal. « Les idées maîtresses de Jean de Lugio sont celles de tous les dualismes absolus. 1) Les deux créations sont coéternelles à leurs créateurs : elles procèdent d'eux comme les rayons émanent du soleil. Il y a donc toujours le Mal, des diables, des âmes corrompues. 2) La corruption - l'oeuvre du mauvais principe - a exercé ses ravages sur toutes les créatures » (René Nelli).
Il nie le libre-arbitre.
Il présente le Christ comme un ange envoyé par le Père pour délivrer ses anges, qui a eu une véritable chair, qui a fait des miracles, qui est mort, enterré, ressuscité mais « dans un autre monde, supérieur, pas dans le nôtre » (in alio superiori mundo et non in isto).

### Texte
- René Nelli, Écritures cathares. La totalité des textes cathares traduits et commentés. La Cène secrète, Le livre des deux principes, Traité cathare, Le rituel occitan, Le rituel latin, Planète, 1968, 253 p. Rééd. revue avec Anne Brenon, éditions du Rocher, 2011, 352 p.
- Le livre des deux principes, par Jean de Lugio ou son entourage, Le Grand livre du mois, coll. "Les trésors de la littérature", 1998. Traduction du Liber de duobus principiis.
- A. Dondaine, Le liber de duobus principiis, Rome, 1939.

### Études
- René Nelli, La philosophie du catharisme : le dualisme radical au XIIIe siècle, Paris, Payot, 1975. Privat, 1988.
- Fay Martineau, "Deux principes antagonistes et un Sauveur. Les cathares italiens du XIIIe siècle et le Liber de duobus principiis' ", Heresis, n° 29, 1999, p. 7-29.
- Michel Roquebert, La Religion cathare, Perrin 2001 ; Collection "Tempus" n° 259, 2009.
- Pilar Jiménez-Sanchez, Les catharismes, Presses Universitaires de Rennes, 2008, p. 252-261.
- David Zbiral, "Jean de Lugio et l'auteur du Liber de duobus principiis ", 2014